# Gerard Nduwayo
Gerard Nduwayo är en burundisk politiker, som ställde upp i presidentvalet 2015 som kandidat för partiet UPRONA. Han blev tredje största kandidat i valet, dock endast med 2,14% av rösterna.